# عبد الحق نجيب
عبد الحق نجيب، ولد عام 1969 في الدار البيضاء، هو كاتب وصحفي وناقد فني ومقدم برامج تلفزونية وسينمائي مغربي، وقد شغل عدة مناصب تحريرية.

## الحياة المهنية
- مقدم برنامج صدى الإبداع منذ مارس 2014 على قناة الأولى التلفزيونية.
- نشر روايته الأولى ، أراضي الله في ابريل 2015.[6][7]
- نشرت روايته الثانية بعنوان ربيع الأوراق المتساقطة عام 2016،[8][9] وفاز بجائزة الروتاري في العام نفسه.[10]
- في عام 2017 أسس Les Éditions Orion
- في عام 2018 تم تعيينه سفيرا للأكاديمية الإلهية للفنون والثقافة في العالم.
- في عام 2020 توج رجل الثقافة في الوطن العربي من قبل اتحاد الثقافة العربي.[11]

## أعماله

### مؤلفات
- أراضي الله (2015)
- ربيع الأوراق المتساقطة (2016)
- ماذا قال لي الرسامون (2017)
- الأرض حيث تتكلم الأحجار (2018)
- فينيس جلوريا موندي (2018)
- رحلة في الرسم المغربي (2018)
- اللاذع (2020)[12]
- المغرب ، ما الذي نخاف منه؟ (2020)[13]
- فيروس كورونا نهاية العالم (2020)[14]
- وقت النساء الحرات (2021)[15]
- الفصام المغربي (2021)[14]
- الفداء بالخطيئة (2021)[16]
- ما أخبرتني به الرسامات (2021)
- متاهة رئيس الملائكة ، المجلد الأول (2021)[17]
- الرسم والكيمياء (2021)
- مسعمة الالهية (2021)

### سينما
- فيلم La Ilaha Fi Lmadar 2008

## جوائز
في 18 أكتوبر 2017 حصل على جائزة الروتاري من قبل أكادمية Divine France الفرنسية في مدينة باريس.